# José María Sánchez Martínez
José María Sánchez Martínez (Llorca, Regió de Múrcia; 3 d'octubre de 1983) és un àrbitre de futbol espanyol de la Primera Divisió d'Espanya. Pertany al Comitè d'Àrbitres de Múrcia.

## Trajectòria
Va dirigir el partit d'anada de la promoció d'ascens a primera divisió de 2013 entre l'Agrupació Esportiva Alcorcón i el Girona Futbol Club (1–1) i el partit de tornada de la promoció d'ascens a Primera Divisió de 2014 entre la Unió Esportiva Las Palmas i el Còrdova Club de Futbol (1–1).
Després de quatre temporades a Segona Divisió, on va dirigir 89 partits, aconsegueix l'ascens a Primera Divisió d'Espanya conjuntament amb el col·legiat basc Ricardo de Burgos Bengoetxea.
Va debutar a la primera divisió el 29 d'agost de 2015 en el partit Reial Societat de Futbol contra el Real Sporting de Gijón (0–0).
L'agost de 2017 va dirigir la tornada de la Supercopa d'Espanya entre el Reial Madrid CF. i el FC Barcelona (2–0).

## Internacional
Des del dia 1 de gener de 2017 és àrbitre internacional.

### Copa Mundial femenina de futbol de 2019
José María Sánchez Martínez, conjuntament amb Carlos Del Cerro Grande van ser designats per la FIFA per ser l'equip VAR en la final del Mundial de França que va enfrontar les seleccions dels Estats Units i Holanda. Els dos àrbitres del Comitè Tècnic d'Àrbitres de la Real Federació Espanyola de Futbol van fer història a l'ésser els triats per a la primera final d'un mundial femení que va comptar amb l'assistència del VAR. Sobre la gespa va estar l'àrbitre francesa Stéphanie Frappart.

## Temporades
| Categoria          | País    | Any       | Partits |
| ------------------ | ------- | --------- | ------- |
| Tercera Divisió    | Espanya | 2005-2010 |         |
| Segona Divisió "B" | Espanya | 2010-2011 | 14      |
| Segona Divisió     | Espanya | 2011-2015 | 91      |
| Primera Divisió    | Espanya | 2015-     | 82      |

## Premis
- Trofeu Vicente Acebedo (2): 2015 i 2020